# Мирково
Мирково (болг. Мирково) — село в Болгарии. Находится в Софийской области, входит в общину Мирково. Население составляет 1505 человек (2022).

## Политическая ситуация
Мирково подчиняется непосредственно общине и не имеет своего кмета.
Кмет (мэр) общины Мирково — Цветанка Петкова Йотина (коалиция партий: «Демократы за сильную Болгарию» и «Союз демократических сил») по результатам выборов.

## Достопримечательности, памятные места
Памятник штабу капитана Николая Эдуардовича Герберта, лейтенанта Кексгольмского гренадерского полка Вацлава Владислава Стеткевича, погибшего от ран 22 декабря 1877 года, полученный в бою 21 декабря 1877 года у села Камарци. Расположен на кладбище.
Памятник 8-ми рядовым 124-го Воронежского полка, погибшим от холода 16 декабря 1877 года под вершиной Баба. Расположен во дворе церкви Святого Димитра.

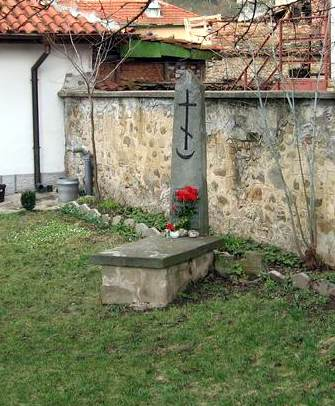
Памятник 8-ми рядовым 124-го Воронежского полка